# Карнарвон Таун
Карнарвон Таун (валл. Clwb Pêl Droed Tref Caernarfon; англ. Caernarfon Town Football Club) — валлійський футбольний клуб з однойменного міста, заснований 1937 року. Матчі проводить на стадіоні «Овал».

## Історія
Клуб заснований 1937 року і тривалий час виступав у Північній валлійській лізі, що був найвищим дивізіоном цього регіону Уельсу, оскільки загальновалійського чемпіонату не існувало. Клуб вигравав чемпіонство у сезонах 1946/47 та 1965/66, а після того, як двічі поспіль виграв цей турнір у сезонах 1977/78 та 1978/79 Футбольна асоціація Уельсу дозволила клубу приєднатися до англійської футбольної піраміди і з сезону 1980/81 стала виступати у англійській Лізі Ланкашир Комбійшн., а вже у другому сезоні вигравши лігу, клуб підвищився у класі й надалі ще кілка разів зумів вийти у вищий дивізіон. Найвищим результатом стало третє місце у Північній Прем'єр-лізі, шостому за рівнем дивізіоні Англії, у сезоні 1986/87.
1992 року була вперше створена загальнонаціональна Футбольна ліга Уельсу і Футбольна асоціація Уельсу вирішила змусити валлійські клуби, які грали в нижчих лігах Англії, повернутися в Уельс. «Карнарвон Таун» поряд із кількома іншими клубами відмовився від повернення. В підсумку «Карнарвону» та ще семи клубам було відмовлено в праві на грати матчі англійських ліг в Уельсі. В результаті клуби «Бангор Сіті», «Ньютаун» і «Ріл» таки повернулись до валлійського футболу, а «Карнарвон Таун» став грати свої ігри у 105 милях від рідного міста у містечку Ештон-андер-Лин біля Манчестера.
1995 року клуб вирішив приєднатись до Футбольної ліги Уельсу. У першому ж сезоні клуб зайняв високе 6-те місце і виступав надалі в елітному дивізіоні до 2000 року, коли зайняв останнє 18 місце і понизився у класі.
Зайнявши перше місце у Кімру Альянс, клуб з першої спроби повернувся до найвищої ліги Уельсу, що отримала назву Прем'єр-ліга. Тут клуб грав до закінчення сезону 2008/09, за результатами якого клуб знову зайняв останнє місце і понизився у класі. Втім і там клуб виступав нестабільно і зайнявши передостаннє 16 місце вилетів у третій за рівнем дивізіон — Веллш Алліанс Ліг, де клуб провів аж три роки і лише 2013 року повернувся у Кімру Альянс. Там клуб тривалий час був одним з лідерів і 2018 року вийшов до Прем'єр-ліги.

## Досягнення
- Переможець Північної валлійської ліги: 1946/47, 1965/66, 1977/78, 1978/79